# Resolutie 2720 Veiligheidsraad van de Verenigde Naties
Resolutie 2720 van de Veiligheidsraad van de Verenigde Naties werd aangenomen op 22 december 2023, tegen de achtergrond van de humanitaire crisis in Gaza in 2023.

## Inhoud
De resolutie riep op tot meer hulp voor de bevolking in het belegerde Gaza, waaronder de levering van brandstof, voedsel en medische benodigdheden. Ook werd met de resolutie expliciet de opening geëist van alle grensovergangen van Gaza voor humanitaire hulp, met inbegrip van de grensovergang Kerem Shalom.
In de resolutie werd de Secretaris-generaal van de Verenigde Naties verzocht een Senior Coördinator voor Humanitaire Hulp en Wederopbouw voor Gaza aan te stellen met de taak om de de levering van noodhulp te coördineren en een "VN-mechanisme voor het versnellen van de levering" op te zetten. In de resolutie werd ook de volledige uitvoering van Resolutie 2712 geëist. De resolutie kreeg de goedkeuring van 13 leden, terwijl Rusland en de Verenigde Staten zich onthielden. 
Op 26 december 2023 benoemde António Guterres ter uitvoering van de resolutie de Nederlandse politica Sigrid Kaag als eerste Senior Coördinator.